# Juan Manuel Correa
Juan Manuel Correa, né le 9 août 1999 à Quito (Équateur), est un pilote automobile américain. En 2019, il participe au championnat de Formule 2 au sein de l'écurie Sauber Junior Team by Charouz.

## Carrière

### Karting
Juan Manuel Correa commence le karting en 2008, obtenant plusieurs titres en Équateur et aux États-Unis.

### Débuts en monoplace
En 2016, Juan Manuel Correa fait ses premiers pas en monoplace au sein de l'écurie Prema Powerteam en championnat d'Allemagne de Formule 4 et en championnat d'Italie de Formule 4 où il termine respectivement dixième et sixième. En 2017, il continue en Formule 4 en se concentrant sur le championnat d'Allemagne, qu'il termine cinquième.

### GP3 Series

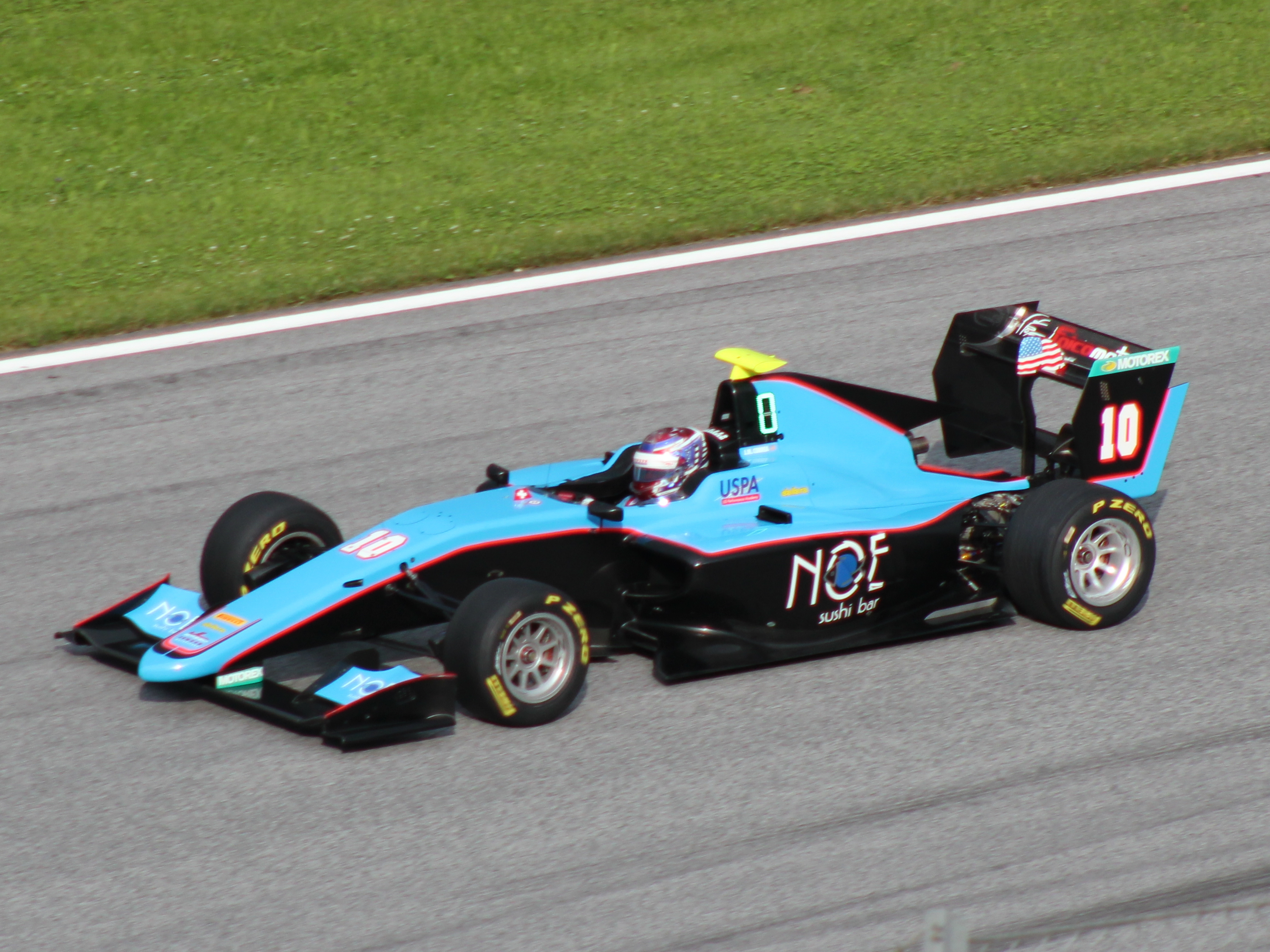
Juan Manuel Correa en 2018 lors de la course de GP3 Series sur le Red Bull Ring, en Autriche.

À partir de 2017, il accède au championnat de GP3 Series à partir de la manche belge à Spa, au sein de l'écurie Jenzer Motorsport. Lors de cette demi-saison, il n'inscrit aucun point et se contente d'une douzième place comme meilleur résultat lors des deux courses de Yas Marina Reconduit par son écurie en 2018, il réalise une meilleure saison finissant dans les points assez régulièrement avec pour meilleur résultat une quatrième place à Barcelone, il se classe douzième, avec 42 points.

### Toyota Racing Series
En parallèle du championnat de GP3 Series, il participe, en 2018, au championnat Toyota Racing Series ; il se classe quatrième avec deux victoires, une pole position et trois podiums.

### Formule 2

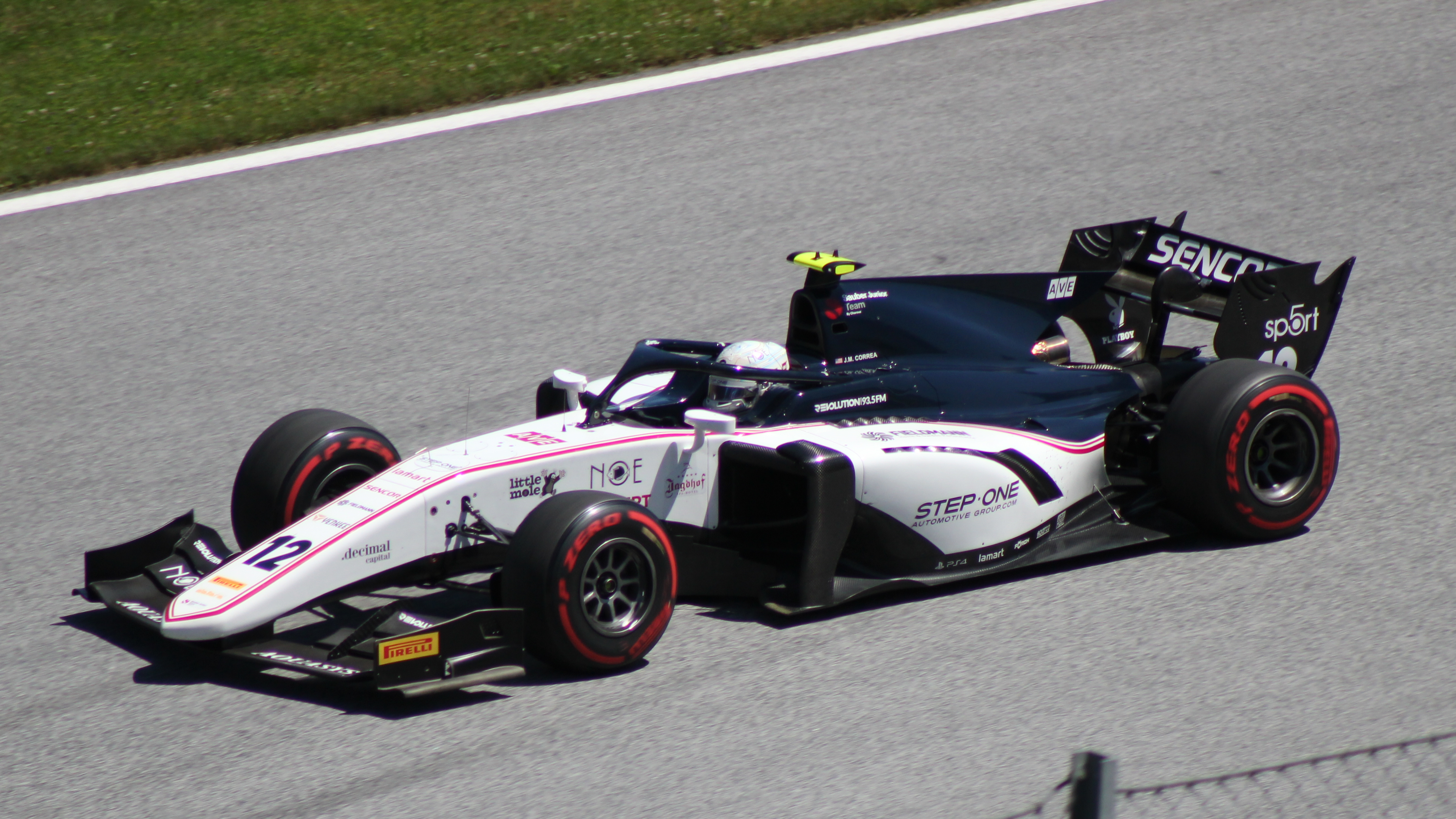
Juan Manuel Correa en 2019 lors de la course de Formule 2 sur le Red Bull Ring, en Autriche.

En 2019, Juan Manuel Correa accède au championnat de Formule 2, au sein de l'écurie Sauber Junior Team by Charouz. En parallèle il devient pilote de développement pour l'écurie de Formule 1 Alfa Romeo Racing,.
Le 31 août 2019, lors de la course longue de Formule 2, sur le circuit de Spa-Francorchamps, en Belgique, Juan Manuel Correa est impliqué dans un crash impressionnant lorsque après avoir accroché la voiture de Ralph Boschung, lors d’une manœuvre d’évitement de la voiture de Giuliano Alesi, parti en tête-à-queue à la sortie du virage en haut du Raidillon de l'Eau Rouge, sa voiture percute violemment celle du Français Anthoine Hubert qui revenait sur la piste et la coupe en deux au niveau du cockpit, ce qui provoquera le décès de son occupant. La violence de l'impact est telle que la monoplace de Correa est projetée en l'air et retombe en effectuant un demi-tonneau, laissant la voiture sur le toit. Les images de la télévision permettent de voir ses deux pieds à l'intérieur du cockpit, la structure avant de la monoplace ayant été à moitié pulvérisée. Anthoine Hubert meurt une heure et demie après l'accident et Juan Manuel Correa est conduit d'urgence au Centre hospitalier universitaire de Liège, souffrant de fractures aux deux jambes et d'une lésion mineure à la colonne vertébrale,. Juan Manuel Correa est opéré des deux jambes et de la colonne vertébrale,. La semaine suivant l'accident, la famille Correa annonce que l'état de santé de Juan Manuel s'est aggravé et qu'il a été placé en coma artificiel : « Un syndrome de détresse respiratoire a été diagnostiqué. Malheureusement, cela a provoqué une insuffisance respiratoire aiguë. Juan Manuel est dans un état critique mais stable. »

### Retour en Formule 3

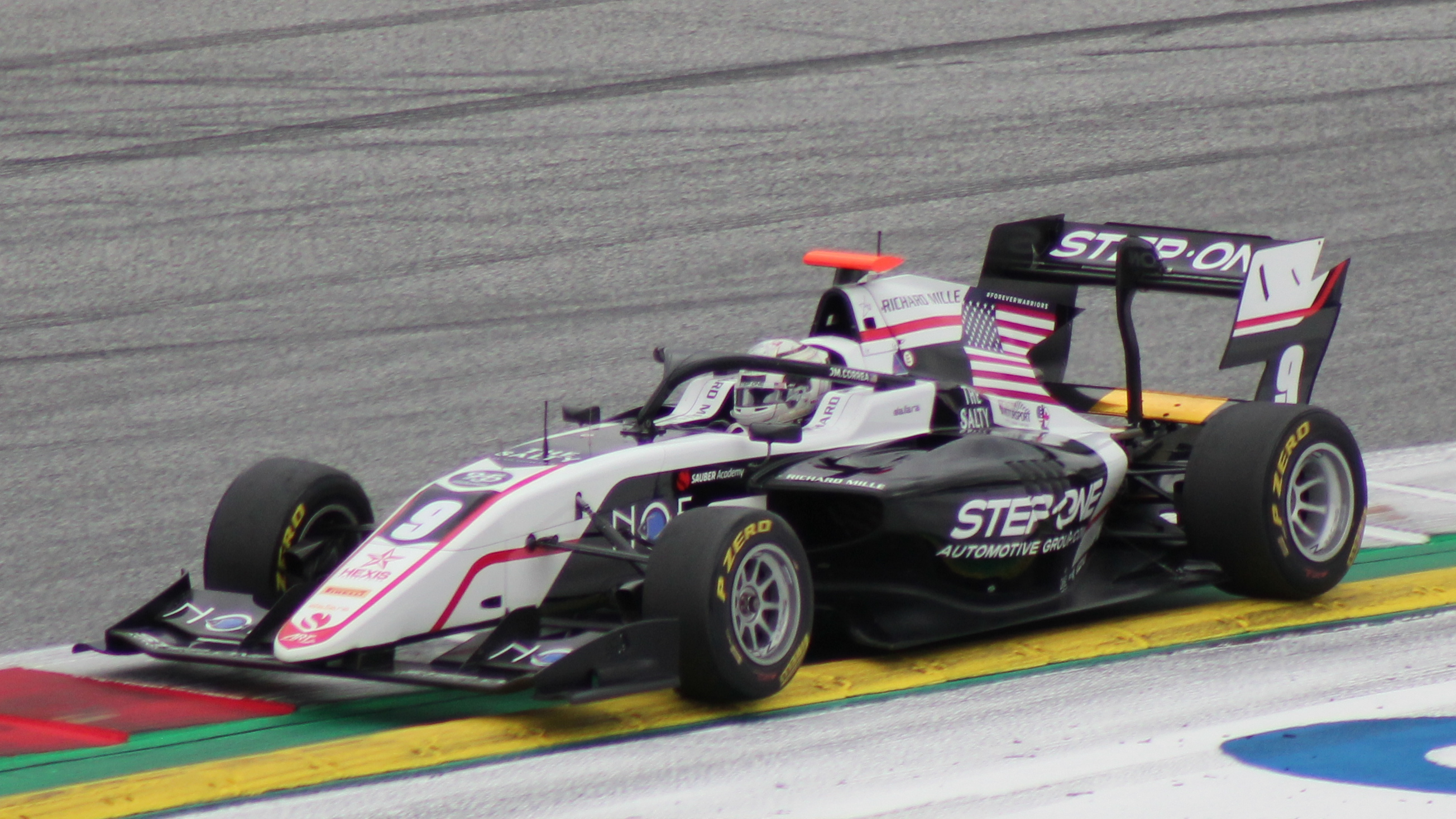
Juan Manuel Correa en 2021 lors de la course de Formule 3 FIA sur le Red Bull Ring, en Autriche.

Le 15 février 2021, un an et demi après son terrible accident, Juan Manuel Correa prend, sur le circuit Paul Ricard, le volant d'une Dallara GP3/13 (une monoplace de GP3 Series engagée de 2013 à 2016) mise à sa disposition par ART Grand Prix en guise de préparation à son retour à la compétition cette saison.
Début avril 2021, Juan Manuel Correa fait son retour en compétition dans le cockpit de la Dallara d'ART Grand Prix pour un test lors des premiers essais privés préliminaires au championnat de Formule 3 FIA 2021 sur le Red Bull Ring. Il déclare : « Je suis très reconnaissant envers mon équipe. Ils ont cru en moi et ont permis mon retour en Formule 3 pour ce que je considère comme une saison de transition, la première étape de mon come-back pour poursuivre mon rêve d’accéder à la Formule 1. »
Il poursuit cette aventure avec ART Grand Prix en 2022 et monte sur son premier podium depuis son retour. Il se classe treizième du championnat avec 39 points.

### Retour en Formule 2

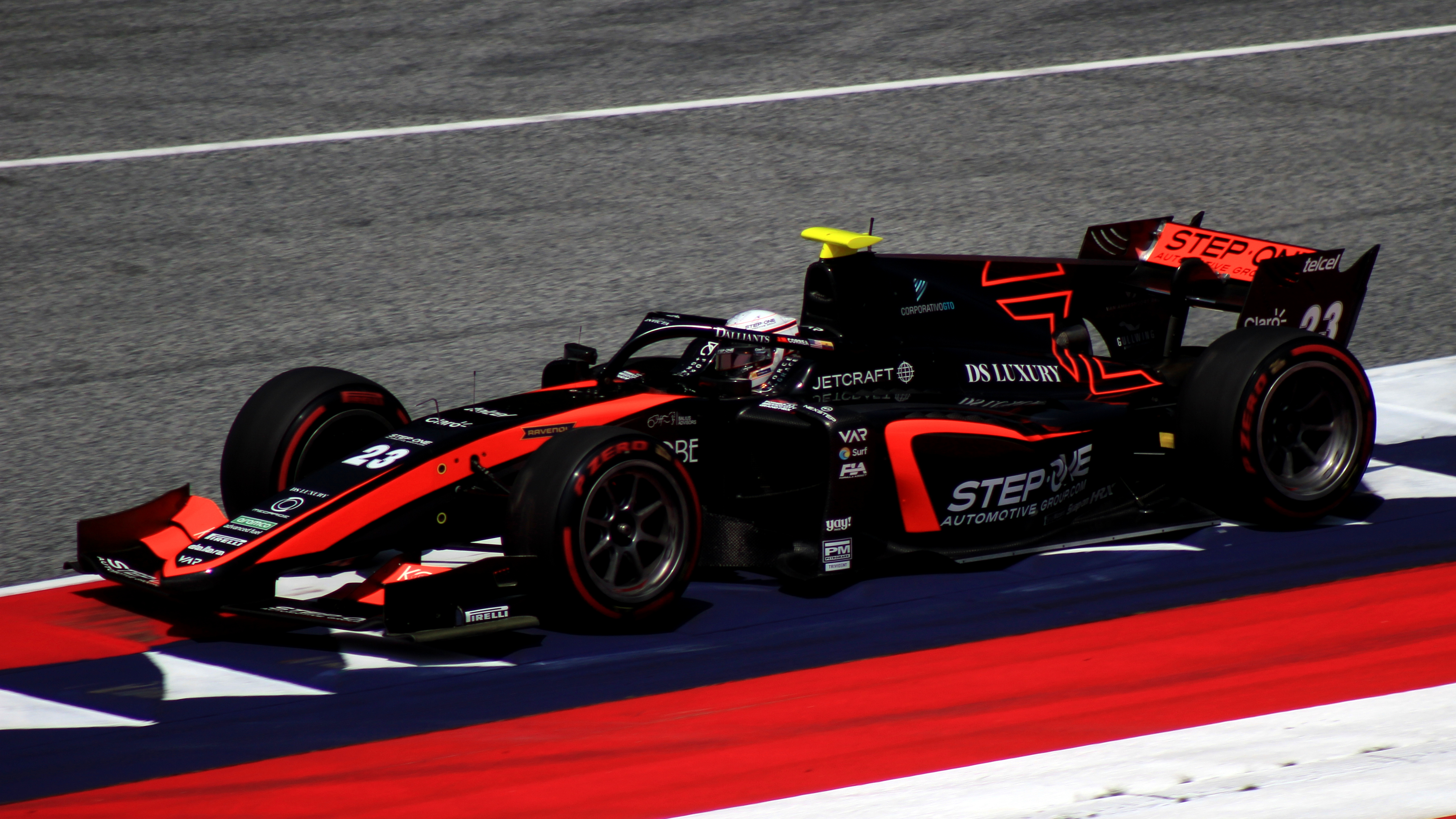
Juan Manuel Correa en 2023 lors de la course de Formule 2 sur le Red Bull Ring, en Autriche.

Correa effectue des essais fin 2021 avec Charouz Racing System mais ses engagements en Formule 3 FIA l'empêchent finalement de prendre le volant. Un an plus tard, il remplace David Beckmann chez Van Amersfoort Racing pour la dernière manche de la saison 2022 disputée à Yas Marina prenant alors son premier départ dans la discipline depuis plus de trois ans. Il déclare "être prêt à relever le défi quoi qu'il arrive". Il se qualifie dix-huitième puis termine quinzième à l'arrivée de la course sprint. Cependant cette amélioration sera de courte durée car il reçoit une pénalité de 5 secondes pour avoir causé un accrochage avec Marino Sato, ce qui le fait retomber au dix-huitième rang. Le lendemain, il termine dix-septième de la course principale. Il reste dans l'écurie pour les essais d'après-saison.

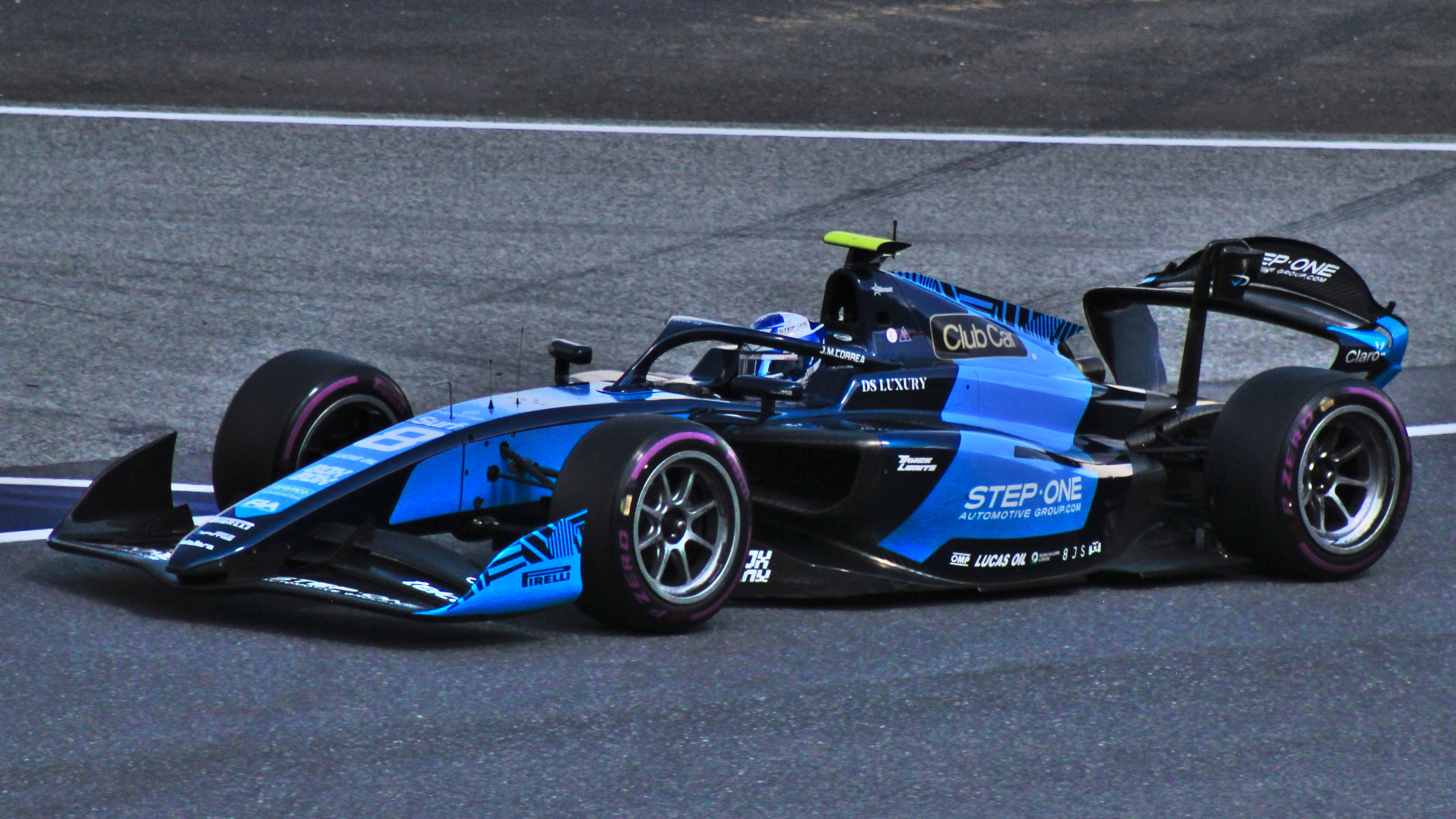
Juan Manuel Correa en 2024 lors de la course de Formule 2 sur le Red Bull Ring, en Autriche.

Pour la saison 2023, Correa est titularisé dans l'écurie néerlandaise aux côtés de Richard Verschoor. Il inscrit pour son retour dans la discipline, il inscrit son premier point lors de la course principale de Bahrein. Tout au long de la saison, il termine à six reprises dans les points avec pour meilleurs résultats, une sixième place lors de la course sprint de Bakou puis une quatrième place lors de la course sprint du Red Bull Ring. Il se classe dix-neuvième du championnat avec 13 points.
Pour la saison 2024, Correa rejoint DAMS aux côtés de Jak Crawford. Lors de la manche de Barcelone, il termine initialement troisième de la course sprint mais une pénalité le fait retomber au huitième rang. Il prend sa revanche le lendemain en terminant troisième de la course principale, montant sur son premier podium dans la discipline depuis cinq ans. Son coéquipier remporte cette même course.

## Palmarès

### Résultats en monoplace
| Saison | Championnat                          | Écurie                        | Courses         | Victoires       | Pole positions  | Meilleurs tours | Podiums         | Points          | Classement      |
| ------ | ------------------------------------ | ----------------------------- | --------------- | --------------- | --------------- | --------------- | --------------- | --------------- | --------------- |
| 2016   | Championnat d'Allemagne de Formule 4 | Prema Powerteam               | 24              | 0               | 0               | 2               | 1               | 91              | 10e             |
| 2016   | Championnat d'Italie de Formule 4    | Prema Powerteam               | 18              | 3               | 2               | 1               | 4               | 105,5           | 6e              |
| 2017   | Championnat d'Allemagne de Formule 4 | Prema Powerteam               | 17              | 2               | 2               | 2               | 7               | 172             | 5e              |
| 2017   | Championnat d'Italie de Formule 4    | Prema Powerteam               | 6               | 4               | 4               | 3               | 6               | 0               | n.c.            |
| 2017   | GP3 Series                           | Jenzer Motorsport             | 7               | 0               | 0               | 0               | 0               | 0               | 21e             |
| 2018   | GP3 Series                           | Jenzer Motorsport             | 18              | 0               | 0               | 0               | 0               | 42              | 12e             |
| 2018   | Toyota Racing Series                 | M2 Competition                | 15              | 2               | 1               | 2               | 3               | 756             | 4e              |
| 2019   | Formule 2                            | Sauber Junior Team by Charouz | 16              | 0               | 0               | 0               | 2               | 36              | 13e             |
| 2019   | Formule 1                            | Alfa Romeo Racing             | Pilote essayeur | Pilote essayeur | Pilote essayeur | Pilote essayeur | Pilote essayeur | Pilote essayeur | Pilote essayeur |
| 2021   | Formule 3 FIA                        | ART Grand Prix                | 20              | 0               | 0               | 0               | 0               | 11              | 21e             |
| 2022   | Formule 3 FIA                        | ART Grand Prix                | 16              | 0               | 0               | 0               | 1               | 39              | 13e             |
| 2022   | Formule 2                            | Van Amersfoort Racing         | 2               | 0               | 0               | 0               | 0               | 0               | 27e             |
| 2023   | Formule 2                            | Van Amersfoort Racing         | 26              | 0               | 0               | 0               | 0               | 13              | 19e             |
| 2024   | Formule 2                            | DAMS Lucas Oil                | 24              | 0               | 0               | 0               | 1               | 31              | 18e             |
| 2025   | Indy Lights Series                   | HMD Motorsports               | 9               | 0               | 0               | 0               | 1               | 176             | 15e             |

### Résultats enEuropean Le Mans Series
| Année | Écurie       | Châssis  | Moteur                              | Classe | 1   | 2   | 3   | 4   | 5     | 6     | Position | Points |
| ----- | ------------ | -------- | ----------------------------------- | ------ | --- | --- | --- | --- | ----- | ----- | -------- | ------ |
| 2022  | Prema Racing | Oreca 07 | Gibson GK428 4,2 L V8 atmosphérique | LMP2   | LEC | IMO | MON | BAR | SPA 3 | POR 1 | 7e       | 40     |